# أرباب جهانكير خان
أرباب جهانکير خان خليل (1 أغسطس 1936 - 16 أكتوبر 2007) زعيم قبيلة خليل، وسياسي باكستاني من مقاطعة خيبر بختونخوا. شغل منصب رئيس وزراء مقاطعة خيبر بختونخوا المنتخب الثامن (الرابع عشر بشكل عام) من 7 أبريل 1985 إلى 29 مايو 1988، ثم كقائد للمعارضة في جمعية خيبر باختونخوا من 1989 إلى 1990. كما شغل منصب الوزير الاتحادي للموارد البترولية والإسكان والأشغال ومكافحة المخدرات ووزير أول لخيبر بختونخوا.